# سو دوغان
سو دوغان (بالإنجليزية: Sue Duggan)‏ هي لاعب هوكي الحقل نيوزيلندية، ولدت في 31 أكتوبر 1963.

## وصلات خارجية
- سو دوغان على موقع أوليمبيديا (الإنجليزية)